# John Cannon (rugbysta)
John Cannon (ur. 18 sierpnia 1980 w Abbotsford, zm. 19 marca 2016) – kanadyjski rugbysta grający na pozycji środkowego ataku, reprezentant kraju zarówno w wersji piętnasto-, jak i siedmioosobowej, uczestnik Pucharu Świata 2003.
Karierę rozpoczął w juniorskich zespołach lokalnego klubu Abbotsford RFC. Po ukończeniu szkoły średniej przeniósł się do Victorii, gdzie grał dla Castaway Wanderers oraz Pacific Pride będącym de facto narodową kadrą U-23. Wyjechał następnie na Wyspy Brytyjskie, gdzie związany był dwuletnimi kontraktami kolejno z Rotherham Titans, Coventry RFC i Doncaster Knights w tym czasie będąc dwukrotnie wybierany do najlepszej piętnastki sezonu National One.
Był powoływany do juniorskich reprezentacji kraju. W seniorskiej kadrze w latach 2001–2005 rozegrał 31 spotkań, z czego dwa miały miejsce w Pucharze Świata 2003. Występował także w reprezentacji rugby 7.
Karierę sportową zakończyła mu seria wstrząśnień mózgu – pierwsza odniesiona na boisku, druga zaś podczas ataku chuligana w trakcie meczu piłkarskiego. Po uderzeniu głową o krawężnik lekarze zalecili zawodnikowi zaprzestanie czynnego uprawiania rugby. Powrócił zatem do Kanady, gdzie podjął pracę zarobkową w sektorze finansowym, nie stracił jednak kontaktu ze sportem, dołączył bowiem do sztabu trenerskiego Abbotsford RFC. W 2011 roku został przyjęty do hali sław rodzinnego miasta.